# Ẩm thực châu Á

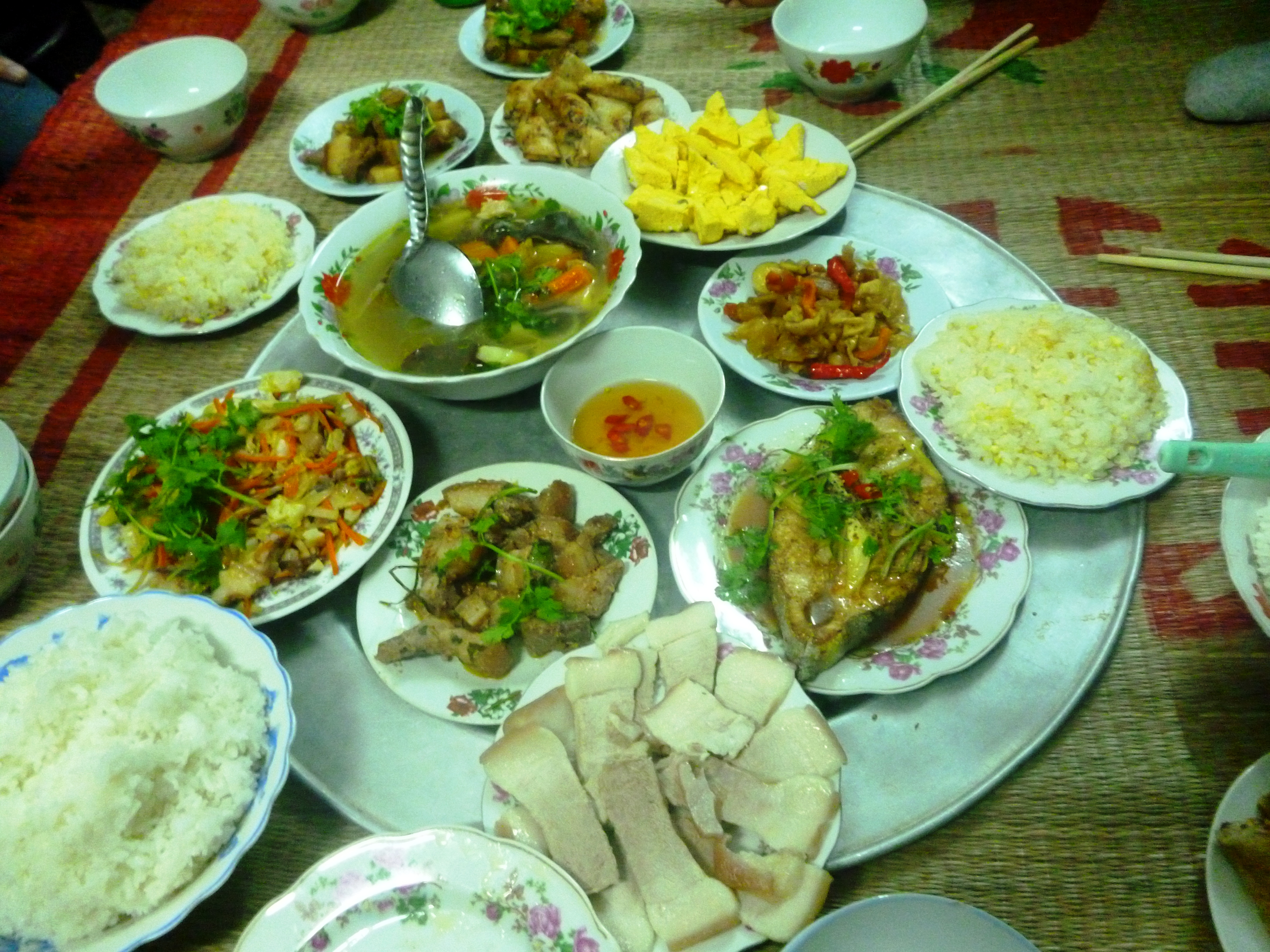
Một bữa cơm Việt (với đầy đủ cơm, xôi, thịt, canh, cá, trứng, nước mắm, dưa cải, rau thơm) là một đặc trưng trong Ẩm thực Việt Nam

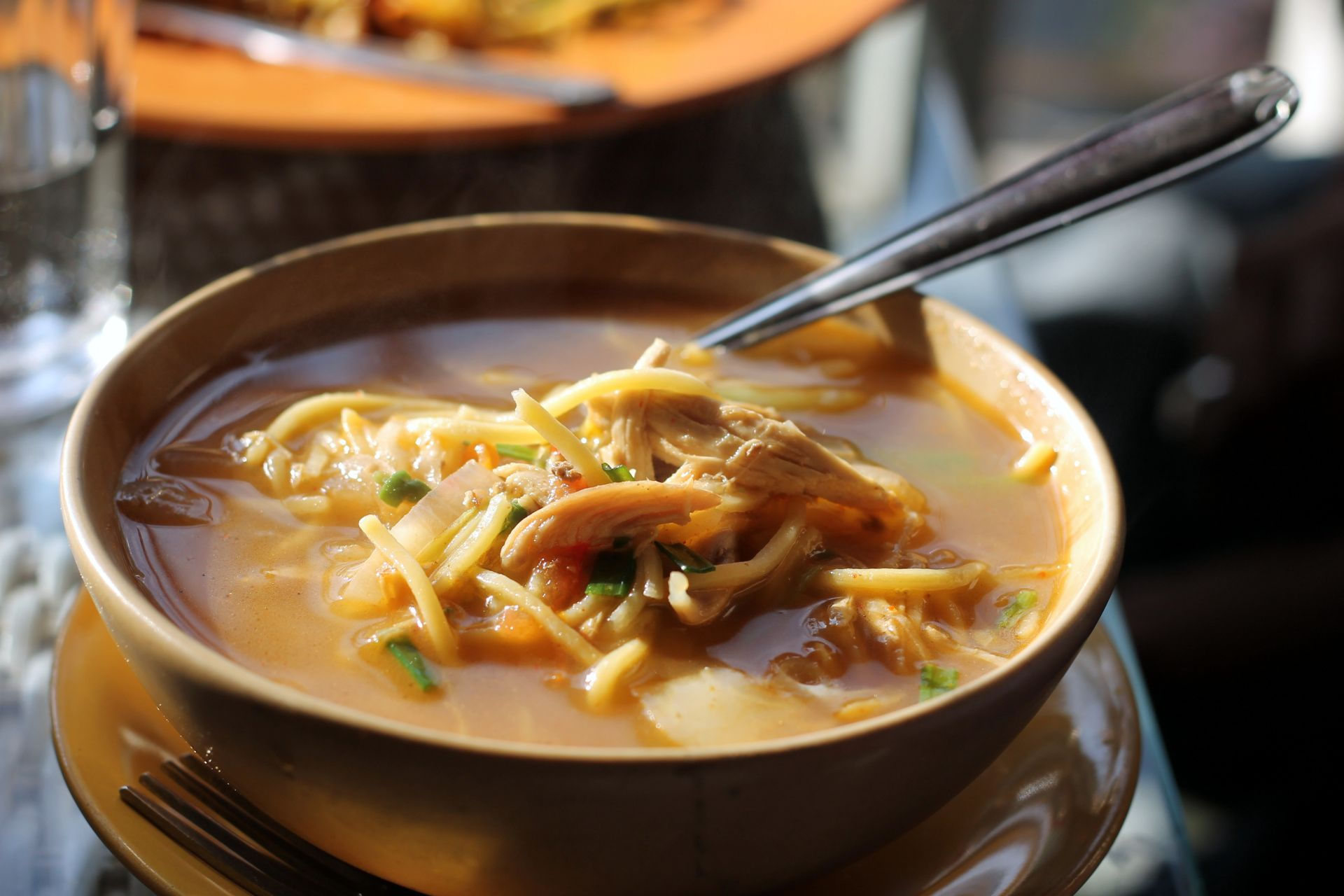
Món Thukpa trong ẩm thực Ấn Độ

Ẩm thực châu Á bao gồm một số nền ẩm thực chính trong khu vực châu Á gồm: ẩm thực Đông Á, ẩm thực Nam Á, ẩm thực Đông Nam Á, ẩm thực Trung Á và ẩm thực Tây Á. Ẩm thực là một phong cách đặc trưng của truyền thống nấu ăn, chế biến thực phẩm của vùng đất này thường gắn liền với một nền văn hóa cụ thể. Châu Á vốn dĩ là lục địa lớn nhất và đông dân nhất, là nơi tập trung nhiều nền văn hóa, trong đó có nhiều nền ẩm thực đặc trưng. Các thành phần nguyên liệu phổ biến đối với nhiều nền văn hóa ở khu vực Đông Á và Đông Dương (do ảnh hưởng của người Hoa ở nước ngoài) bao gồm từ gạo, gừng, tỏi, vừng, tiêu, ớt, hành khô, đậu nành và đậu phụ, những phương pháp nấu ăn phổ biến là chiên xào, hấp, luộc.
Mặc dù món cơm phổ biến đối với hầu hết các món ăn châu Á, nhưng các loại gạo khác nhau lại phổ biến ở các vùng khác nhau. Gạo nếp đã ăn sâu vào văn hóa, truyền thống tôn giáo và bản sắc dân tộc của Lào (món xôi Lào). Mặc dù gạo phổ biến đối với hầu hết các nền ẩm thực khu vực châu Á nhưng mỗi khu vực khác nhau lại sử dụng các loại gạo khác nhau như loại gạo Basmati phổ biến ở Nam Á, phổ biến ở tiểu lục địa Ấn Độ, gạo hương lài (gạo Jasmine) thường được tìm thấy trên khắp Đông Nam Á, gạo hạt dài ở Trung Quốc và gạo hạt ngắn ở Nhật Bản và Hàn Quốc.
Cà ri là một món ăn phổ biến ở Nam Á, Đông Nam Á và Đông Á (đặc biệt là cà ri Nhật Bản), tuy nhiên, chúng không phổ biến trong ẩm thực Tây Á và Trung Á. Những món cà ri có nguồn gốc từ Nam Á thường có sữa chua, ở Đông Nam Á là sữa dừa và ở Đông Á là thịt hầm và rau.. Các món cà ri có nguồn gốc từ tiểu lục địa Ấn Độ, với miền Bắc Ấn Độ, Bangladesh và Pakistan ngày nay chủ yếu sử dụng sữa chua, trong khi những món ăn ở miền Nam Ấn Độ, Sri Lanka và Đông Nam Á ngày nay thường sử dụng nước cốt dừa làm nguyên liệu chính Ẩm thực Nam Á và ẩm thực Đông Nam Á thường được đặc trưng bởi việc sử dụng nhiều gia vị và thảo mộc có nguồn gốc từ các vùng nhiệt đới của Châu Á. Ở khu vực Đông Nam Á thì nước mắm là một thành phần đặc trưng trong các bữa ăn.

## Các vùng

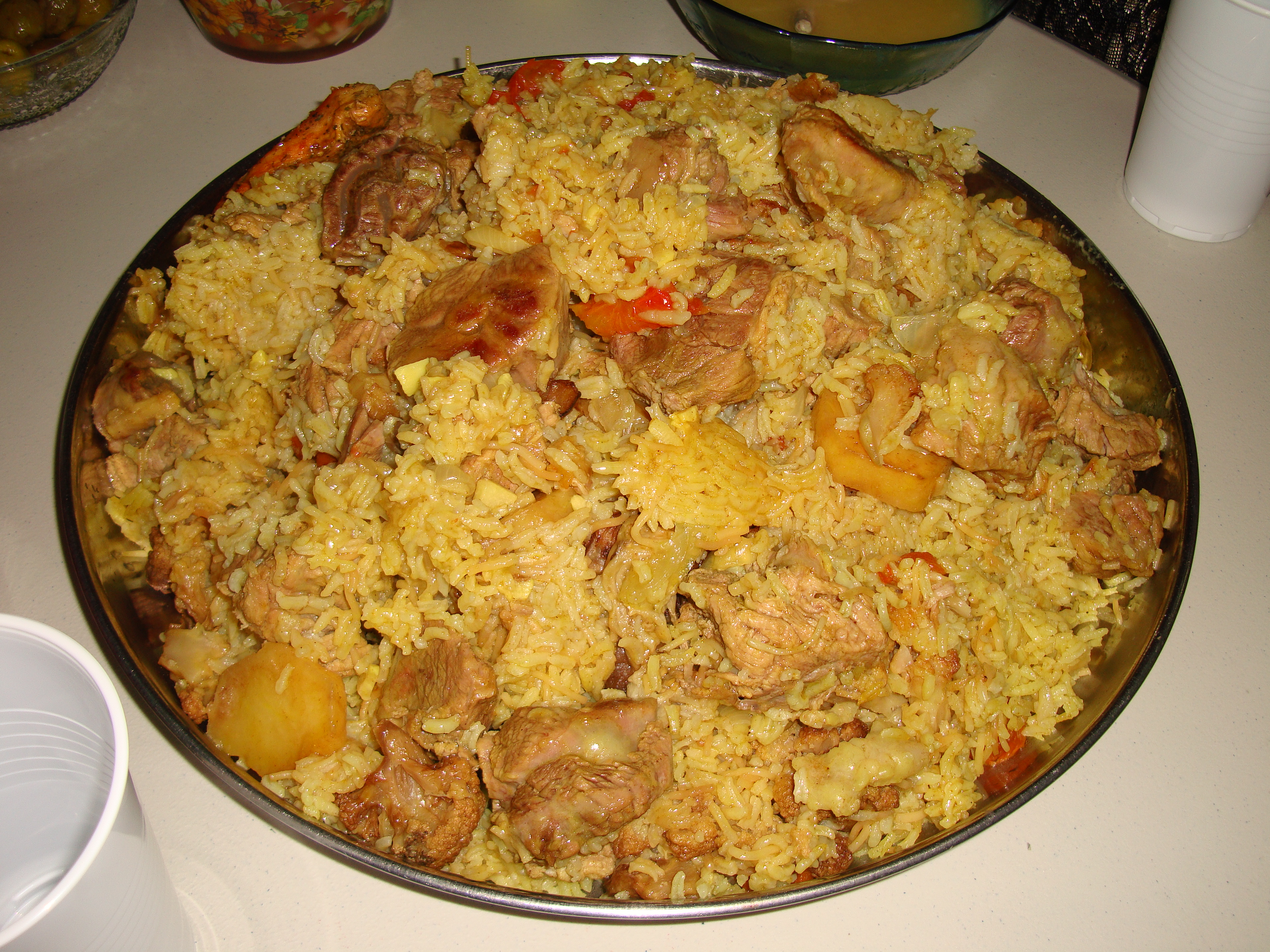
Món Makluba (trong tiếng Ả rập có nghĩa là lộn ngược) trong Ẩm thực Palestin

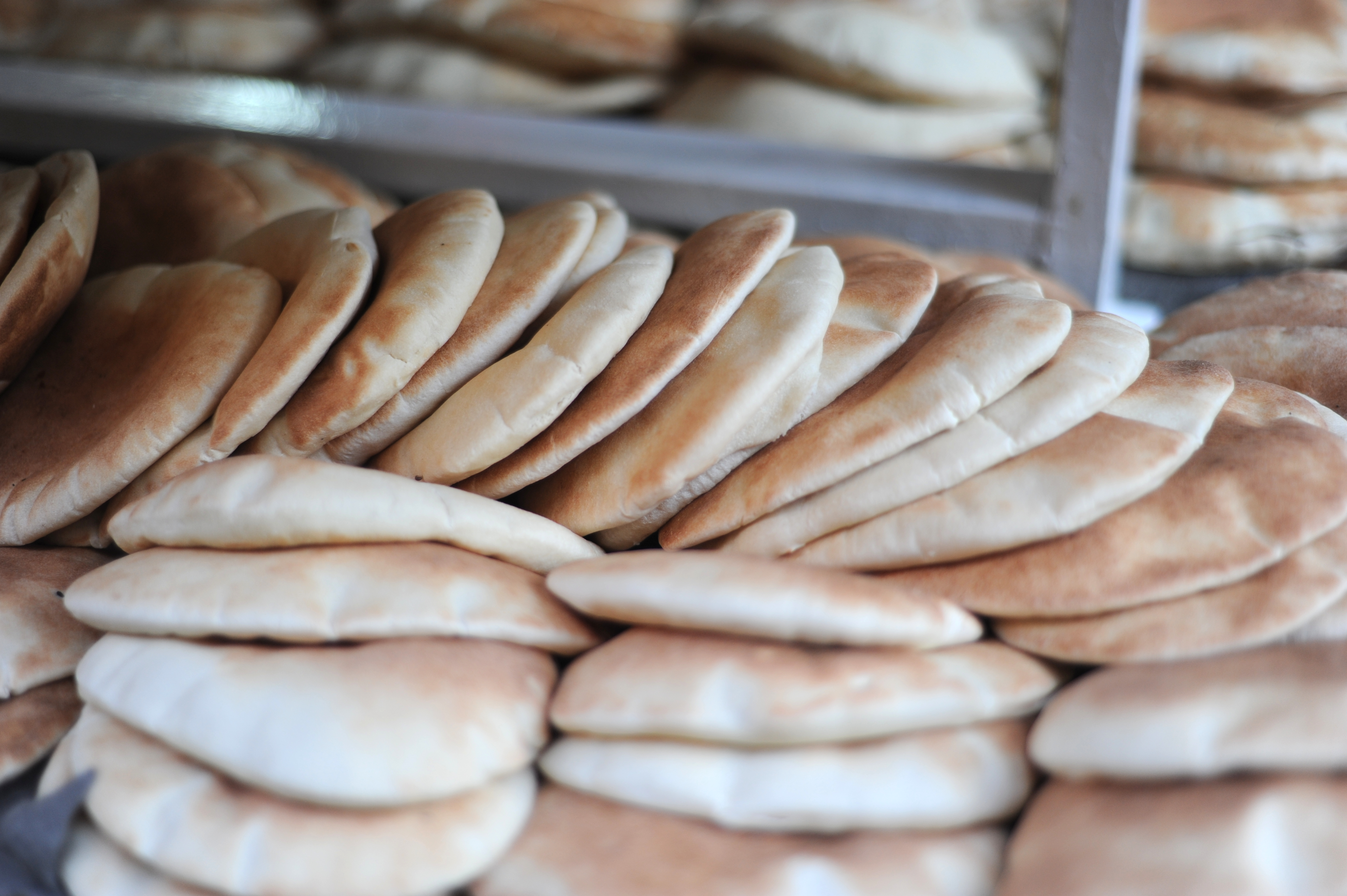
Món Pita trong ẩm thực Ả rập

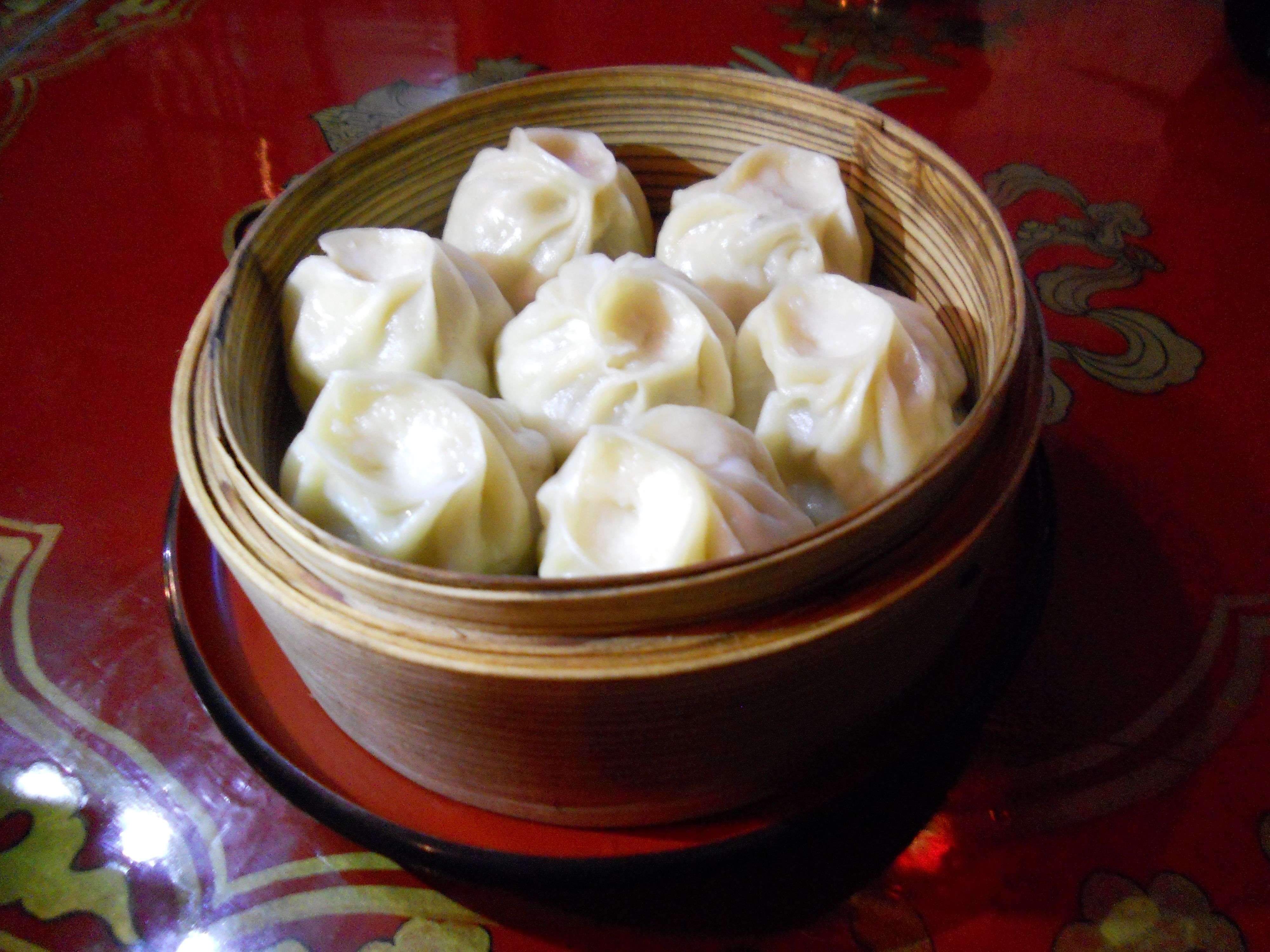
Bánh bao Buuz (Bô-zừ) trong Ẩm thực Mông Cổ

Ẩm thực Bắc Á:
- Ẩm thực Nga (vùng Viễn Đông)
- Ẩm thực Mông Cổ

Ẩm thực Đông Á:
- Ẩm thực Trung Quốc
- Ẩm thực Đài Loan
- Ẩm thực Nhật Bản
- Ẩm thực Triều Tiên
- Ẩm thực Hàn Quốc
- Ẩm thực Singapore

Ẩm thực Nam Á:
- Ẩm thực Ấn Độ
- Ẩm thực Pakistan
- Ẩm thực Banglades
- Ẩm thực Nepal
- Ẩm thực Sri Lanka

Ẩm thực Đông Nam Á:
- Ẩm thực Thái Lan
- Ẩm thực Mã Lai
- Ẩm thực Philippines
- Ẩm thực Việt Nam
- Ẩm thực Indonesia
- Ẩm thực Lào
- Ẩm thực Campuchia
- Ẩm thực Myanma

Ẩm thực Tây Á
- Ẩm thực Ả rập
- Ẩm thực Do Thái
- Ẩm thực Lưỡng Hà
- Ẩm thực Iran (Ẩm thực Ba Tư)
- Ẩm thực Thổ Nhĩ Kỳ
- Ẩm thực Syria
- Ẩm thực Palestine

## Hình ảnh

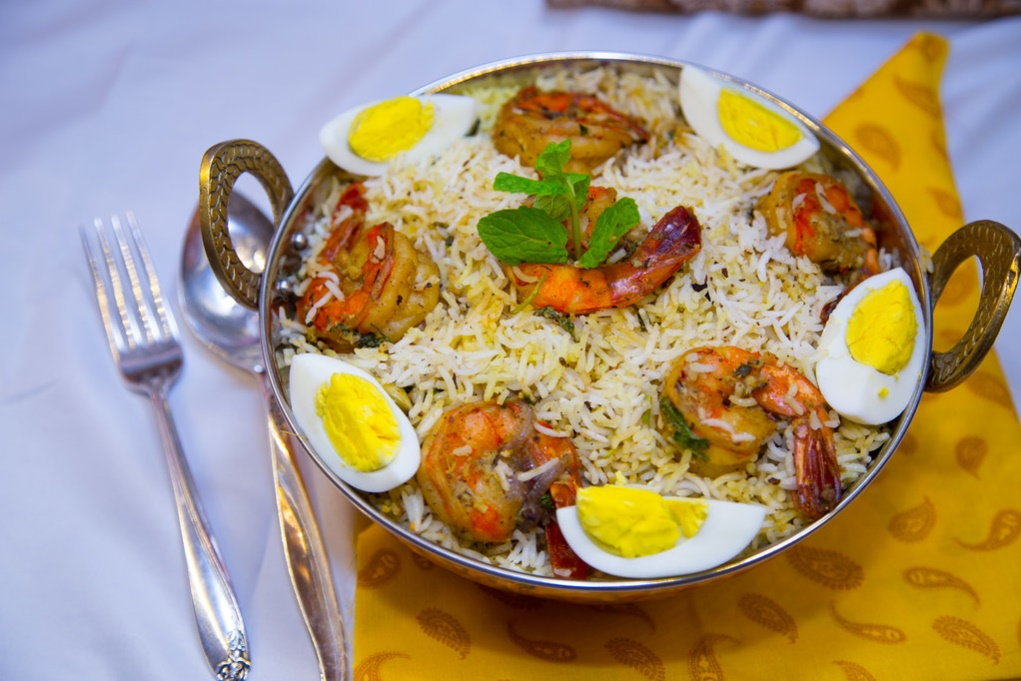
Món cơm trộn thịt trong ẩm thực Ấn Độ
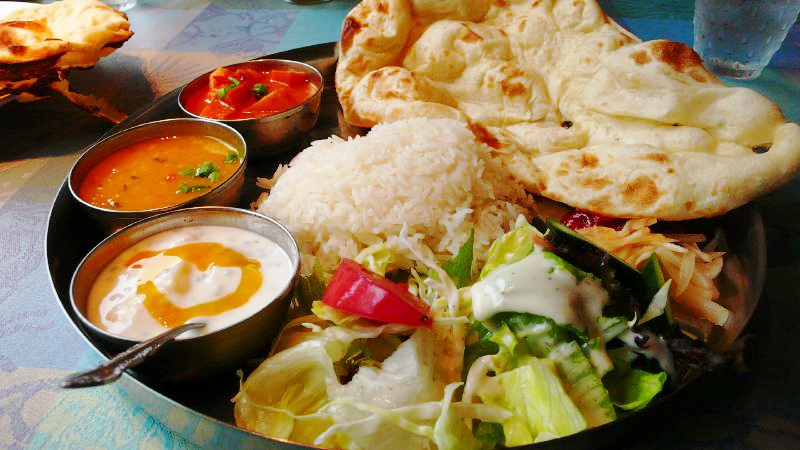
Thali chay Bắc Ấn truyền thống với nhiều cà ri từ Ấn Độ. Các món cà ri khác nhau được tìm thấy trên khắp Nam Á.
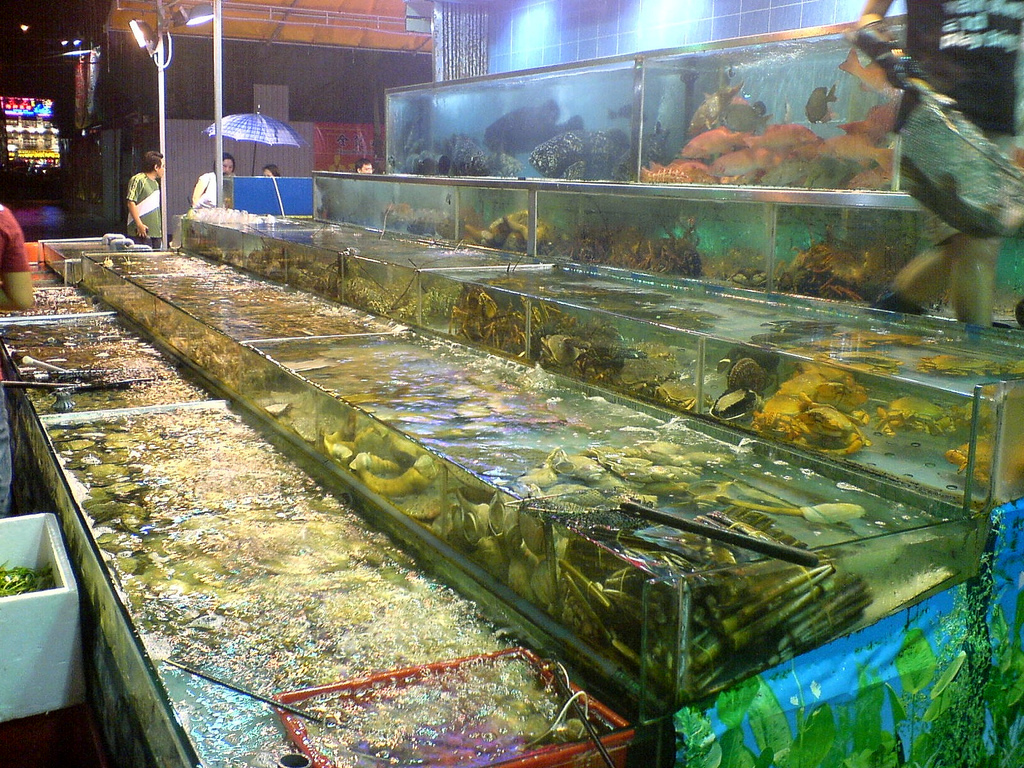
Do vị trí của Quảng Đông trên bờ biển phía nam của Trung Quốc, hải sản tươi sống là một đặc sản trong ẩm thực Quảng Đông. Các chợ bán hải sản như vậy được tìm thấy trên khắp Đông Á.
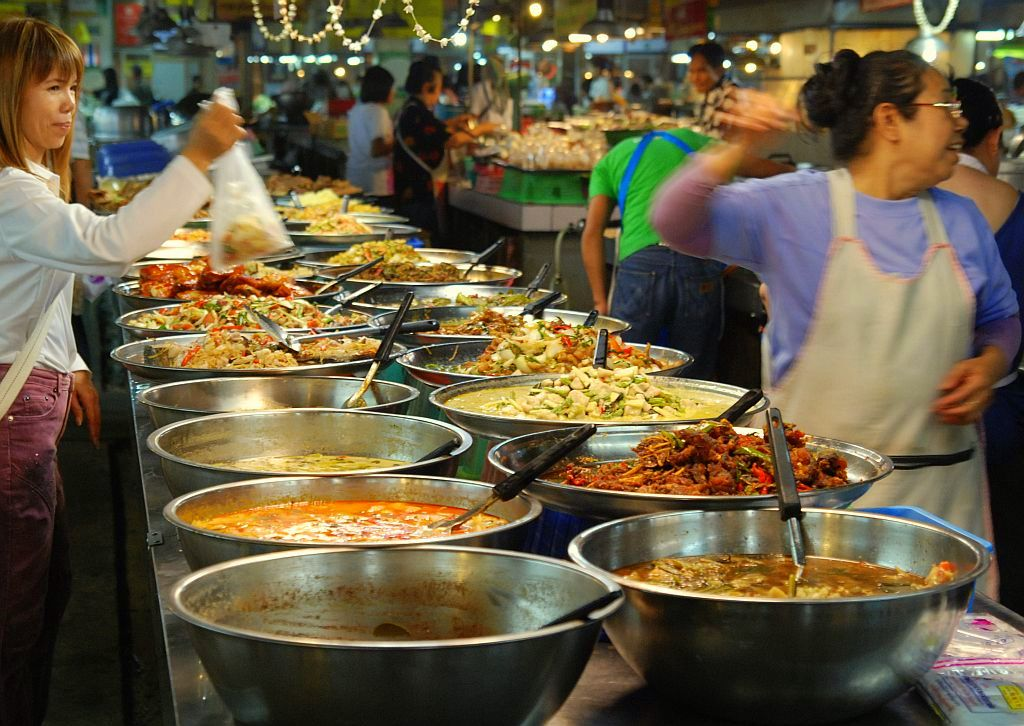
Một quầy hàng tại chợ Thanin ở Chiang Mai, Thái Lan, bán thực phẩm nấu sẵn. Các quầy hàng trong chợ bán thực phẩm được tìm thấy trên khắp Đông Nam Á.
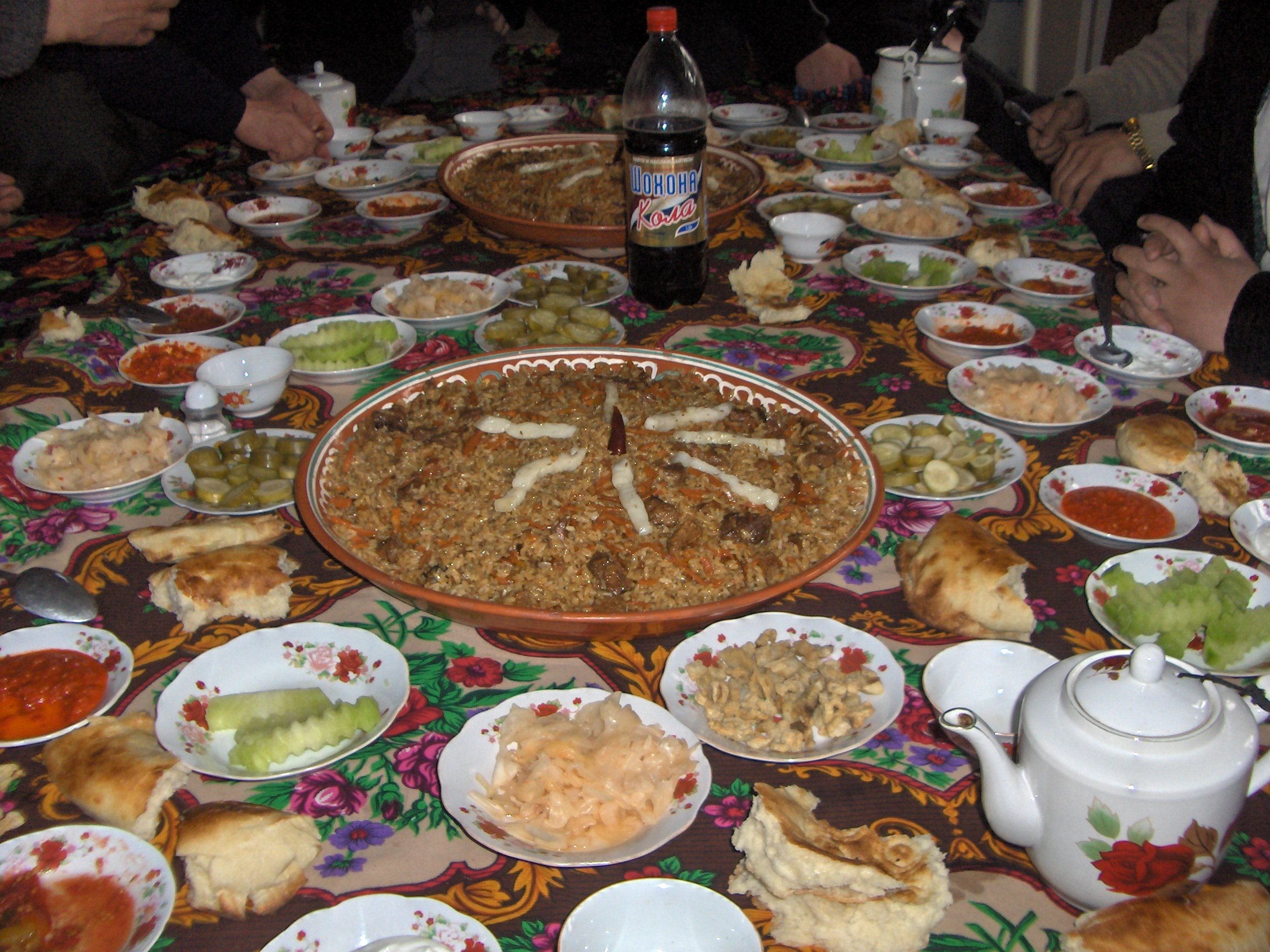
Một bữa tiệc của người Tajik. Một bữa tiệc lớn thường được kết hợp với các nền văn hóa của Trung Á.
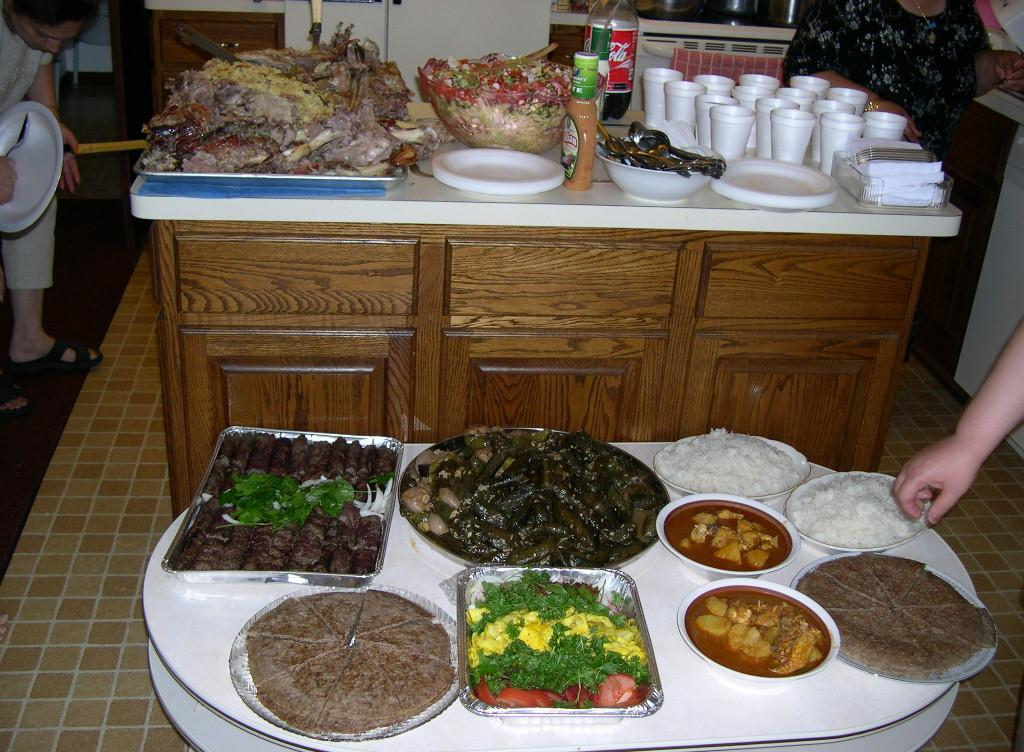
Ẩm thực của người Assyria điển hình; ví dụ về một loại bữa ăn được tìm thấy ở Tây Á.